# Siegel Mississippis
Das Siegel des US-Bundesstaats Mississippi wurde im Jahr 1798 eingeführt, als Mississippi ein Territorium der Vereinigten Staaten wurde.
Als Mississippi im Jahr 1817 Bundesstaat wurde, entschied man sich dafür, das Siegel weiterhin zu führen.

## Beschreibung
In der Mitte des Siegels ist ein Weißkopfseeadler, das Wappentier der USA, positioniert. Er hat die Schwingen ausgebreitet und seinen Kopf erhoben. Seine Brust ist mit einem Schild verziert, auf dem elf rote und weiße Streifen sowie elf weiße Sterne auf blauem Grund abgebildet sind. Diese repräsentieren die elf Staaten der Konföderation.
In seinen Krallen hält der Adler einerseits einen Olivenzweig als Zeichen des Friedenswillens, andererseits einen Köcher mit Pfeilen als Zeichen für die Kriegskraft.
Der äußere Ring des Siegels enthält folgenden englischen Schriftzug:
„The Great Seal of the State of Mississippi“
(Das große Siegel des Staates Mississippi)
Am 31. Januar 2014 beschloss der Senat von Mississippi, dem Siegel den Satz „In God We Trust“ beizufügen.